# Principado de Sedan
O Principado de Sedan (em francês:  Principauté de Sedan) foi um estado independente Protestante, no seio do Sacro Império Romano-Germânico, centrado no Castelo de Sedan, fortificação localizada nas Ardenas.
O seu soberano era o Príncipe de Sedan (em francês:  Prince de Sedan), sendo governado primeiro pela Casa de La Marck e, mais tarde, pela Casa de La Tour de Auvérnia.
Os Príncipes de Sedan impuseram e adquiriram reconhecimento da sua soberania gradualmente ao longo do século XVI, adotando o título principesco, emitindo moeda, legislando e celebrando tratados significativos.
Em 1641, durante a Guerra dos trinta anos, o príncipe foi submetido pela França e o seu principado foi ocupado no ano seguinte. Em 1651 o que restava do principado foi integrado na Coroa Francesa e o príncipe compensado com outras terras no interior do reino de França.

## Geografia
As seguinte localidades estavam localizadas no Principado de Sedan: Illy, Givonne, Douzy, Pouru-Saint-Remy, Rubécourt-et-Lamécourt, Balan, Fleigneux, Bazeilles, La Chapelle, La Moncelle, Villers-Cernay, Raucourt-et-Flaba, Noyers-Pont-Maugis, Wadelincourt, Haraucourt, Thelonne, Bulson, e Angecourt.

## História

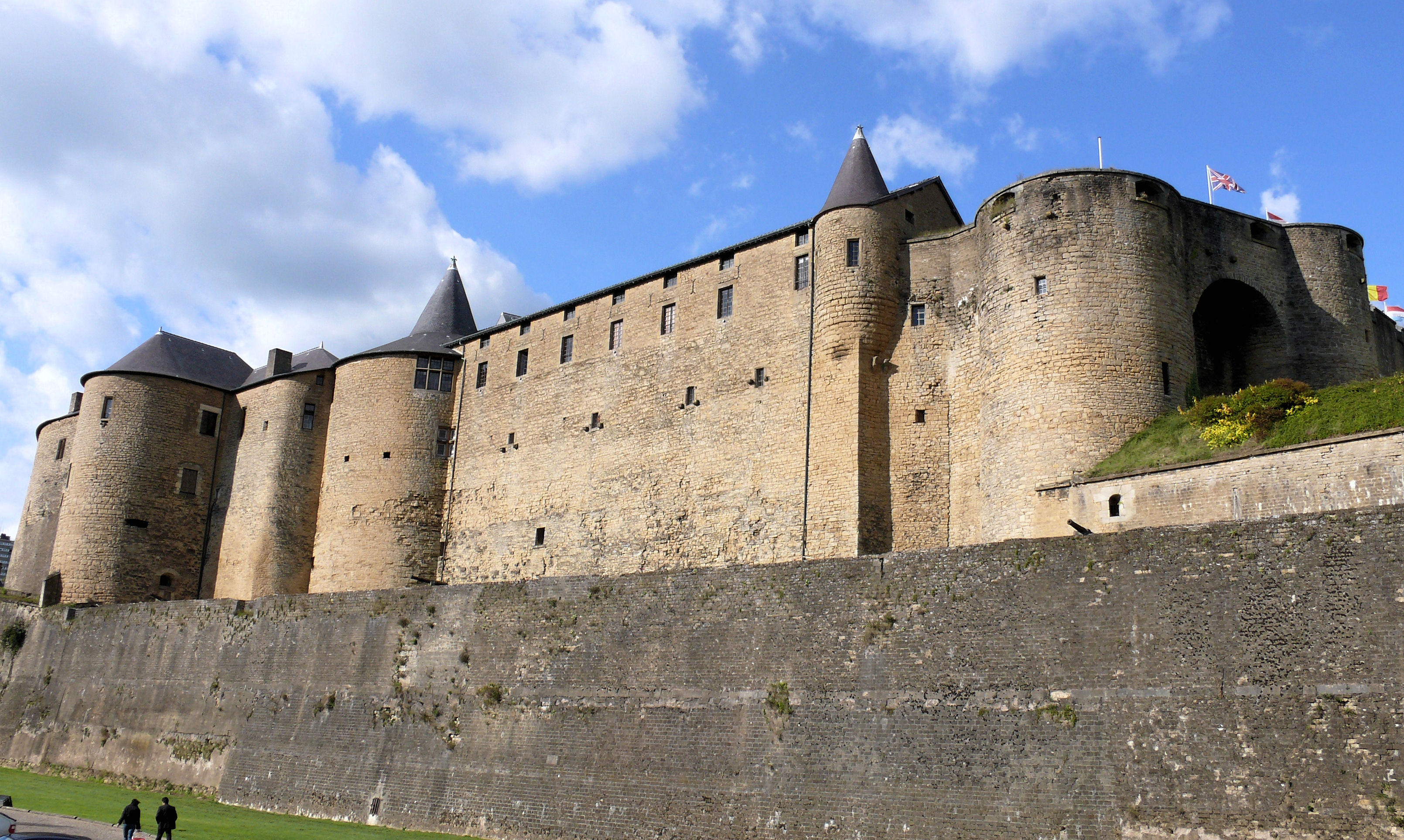
O Castelo de Sedan, sede dos Senhores e, mais tarde, Príncipes de Sedan

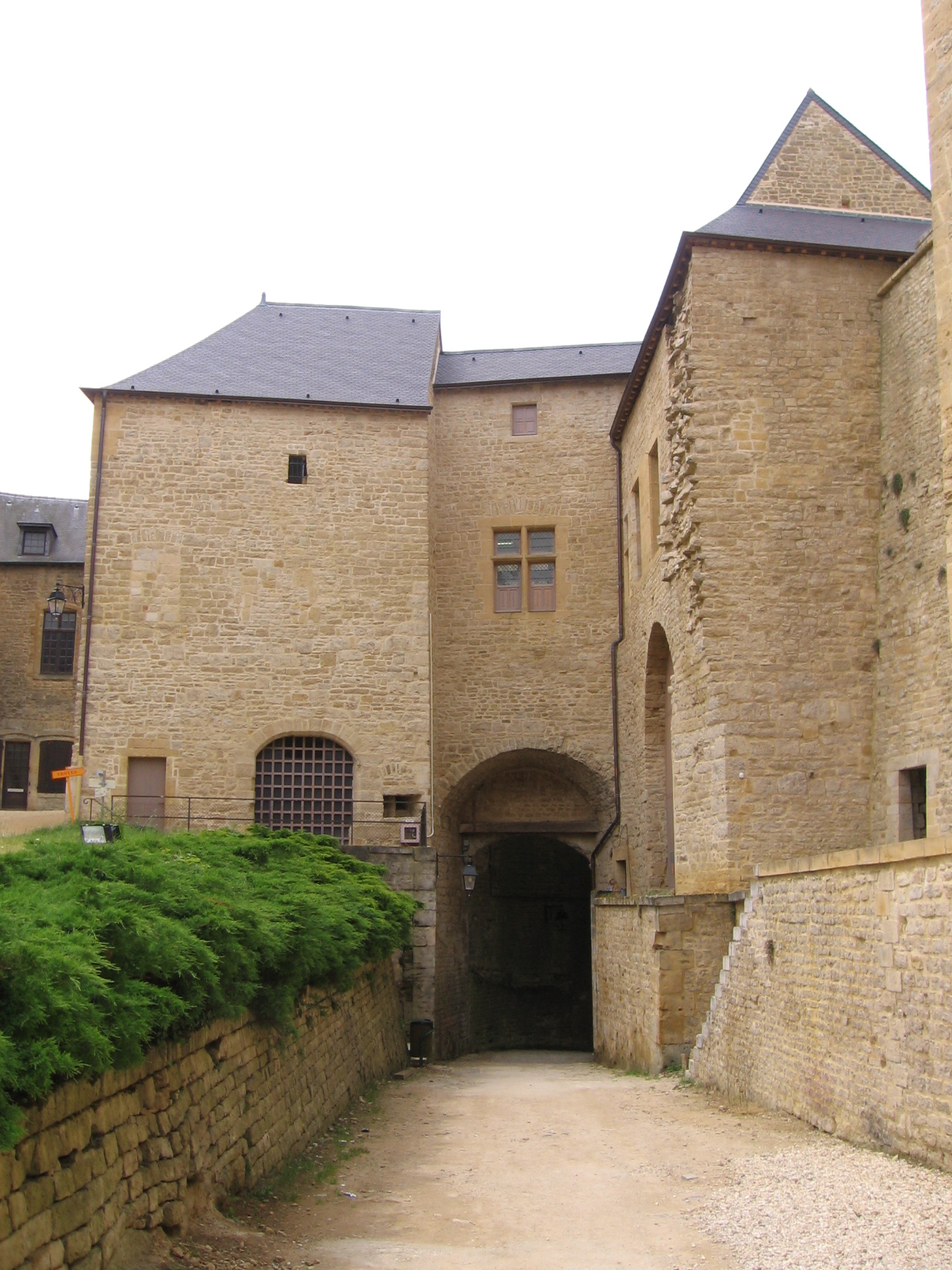
O interior das fortificações do Castelo de Sedan.

A história de Sedan inicia-se em 1424, quando Eberhard II de Mark (1364–1440), filho de Eberhard I de Mark e neto de Engelbert II de Mark, Conde de Mark, iniciou a construção do Castelo de Sedan na vizinhança da abadia Beneditina de Mouzon.
Erard II de Mark foi o primeiro a intitular-se Senhor de Sedan (em francês:  seigneur de Sedan). Nos anos seguintes, a cidade de Sedan cresceu numa área entre o Castelo de Sedan e o rio Mosa.
Com a Reforma Protestante, Henrique Roberto de  Mark e a sua mulher Francisca de Bourbon-Vendôme tinham aderido ao movimento Huguenote. Em 1560, declararam a independência de Sedan do Reino de França. Com o chamado Massacre de Wassy de 1562, Sedan tornou-se um dos principais refúgios para os Protestantes de lingua francesa. A Academia de Sedan, tornou-se um importante centro cultural Huguenote.

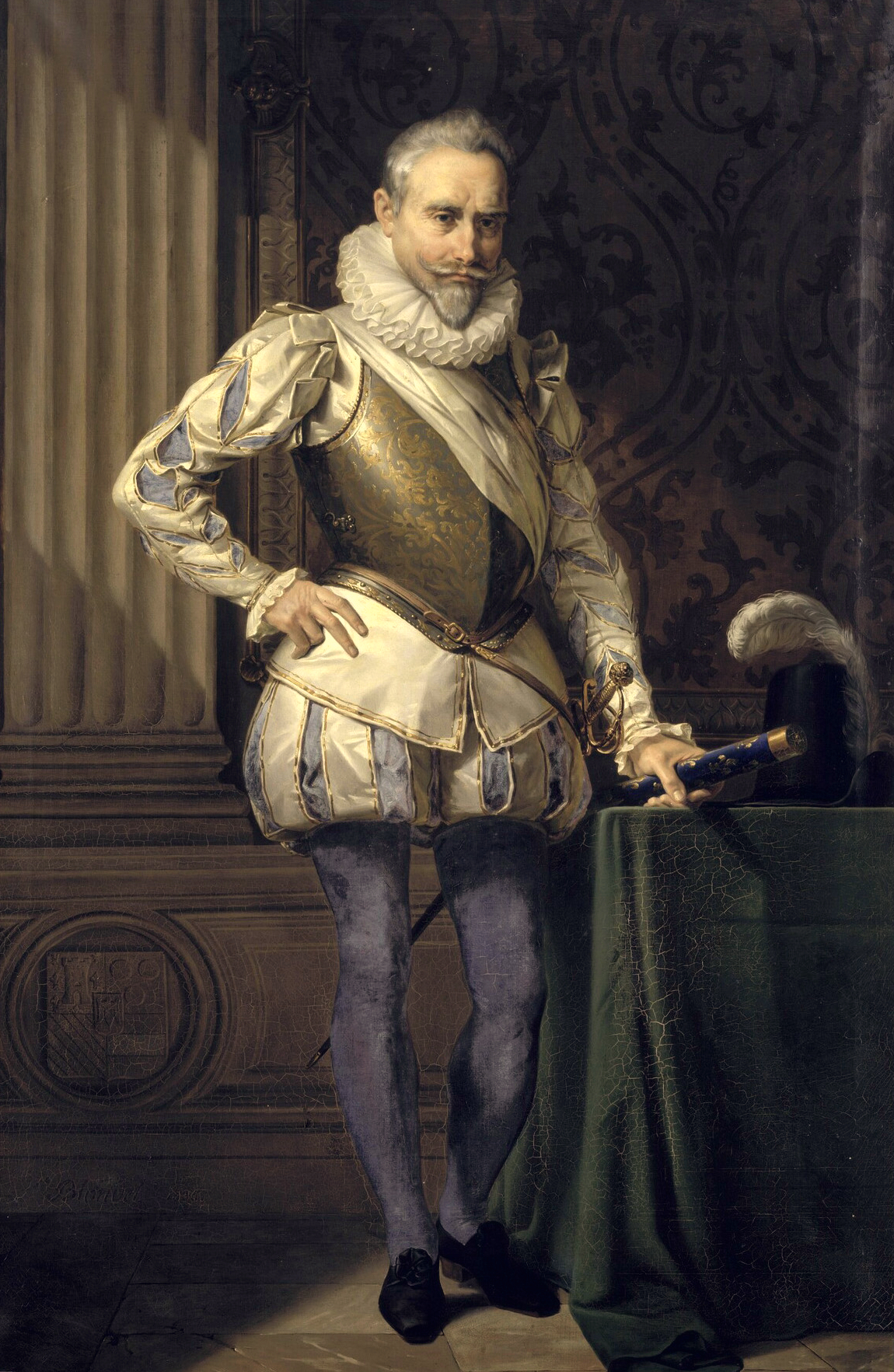
Henrique de La Tour de Auvérnia, Duque de Bulhão, Príncipe de Sedan 1591–1623, sepultado na igreja Protestante de Sedan.

Com a morte sem descendência, de Guilherme Roberto de Mark, em 1588, o principado foi herdado pela sua irmã, Carlota de Mark. Em 1591, ela casou com Henrique de La Tour de Auvérnia, Visconde de Turenne, que, a partir de então, assumiu os títulos da mulher, tornando-se Príncipe de Sedan e Duque Soberano de Bulhão. Carlota morreu em 1594 sem descendência. O marido sucedeu-lhe e, depois deste, os filhos do seu segundo casamento acabaram por herdar o património, pelo que o principado passou da Casa de Mark para a Casa de La Tour de Auvérnia.
Henrique de La Tour de Auvérnia foi acusado de participar na conspiração de 1602 para assassinar o rei Henrique IV de França chefiada por Charles de Gontaut, duque de Biron, bem como nas intrigas de 1604 que envolveram a antiga amante do rei Henrique IV, Henriqueta de Entragues. Em 1604, Henrique IV declarou as terras de Henrique de La Tour de Auvérnia sob custódia da Coroa de França e enviou uma expedição a Sedan em 1606.
Henrique de La Tour de Auvérnia também participou, em 1613, numa revolta da nobreza contra o rei. O seu filho, Frederico Maurício de La Tour de Auvérnia, partilhou a antipatia pelo poder real, participando, em 1630, numa revolta chefiada por Gastão, Duque de Orleães.
Por fim, Sedan perde a sua independência durante a Guerra dos Trinta Anos. Apesar duma vitória sobre as forças reais francesas na Batalha de La Marfée, ocorrida em 6 de julho de 1641, rapidamente ficou claro que Sedan não podia continuar a resistir às forças de Luís XIII de França.  Em 1642, Frederico Maurício de La Tour de Auvérnia participou numa conspiração falhada dirigida por Henri Coiffier de Ruzé, Marquês de Cinq-Mars; na sequência da execução do Marquês de Cinq-Mars, Frederico Maurício estabeleceu um acordo com Luís XIII, que concordou em poupar–lhe a vida dando-lhe um posto no exército francês na Itália em troca da soberania sobre o principado de Sedan. Sedan foi anexada à coroa de França em 1642. O irmão mais novo de Frederico Maurício, Henrique de La Tour de Auvérnia, Visconde de Turenne viria a adquirir fama como um dos grandes generais de França.
Em 1709, a pedido do Chanceler de França Henri François d'Aguesseau, o Parlamento de Paris aprovou um decreto reafirmando a soberania da Coroa de França sobre Sedan.

## Lista de Governantes

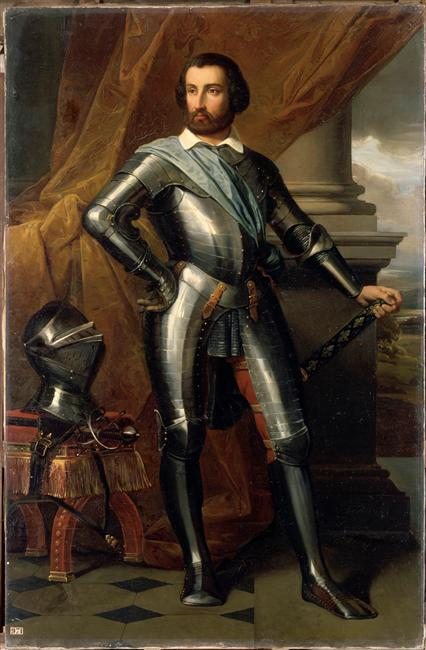
Roberto III de Mark, Senhor de Sedan 1536–37.

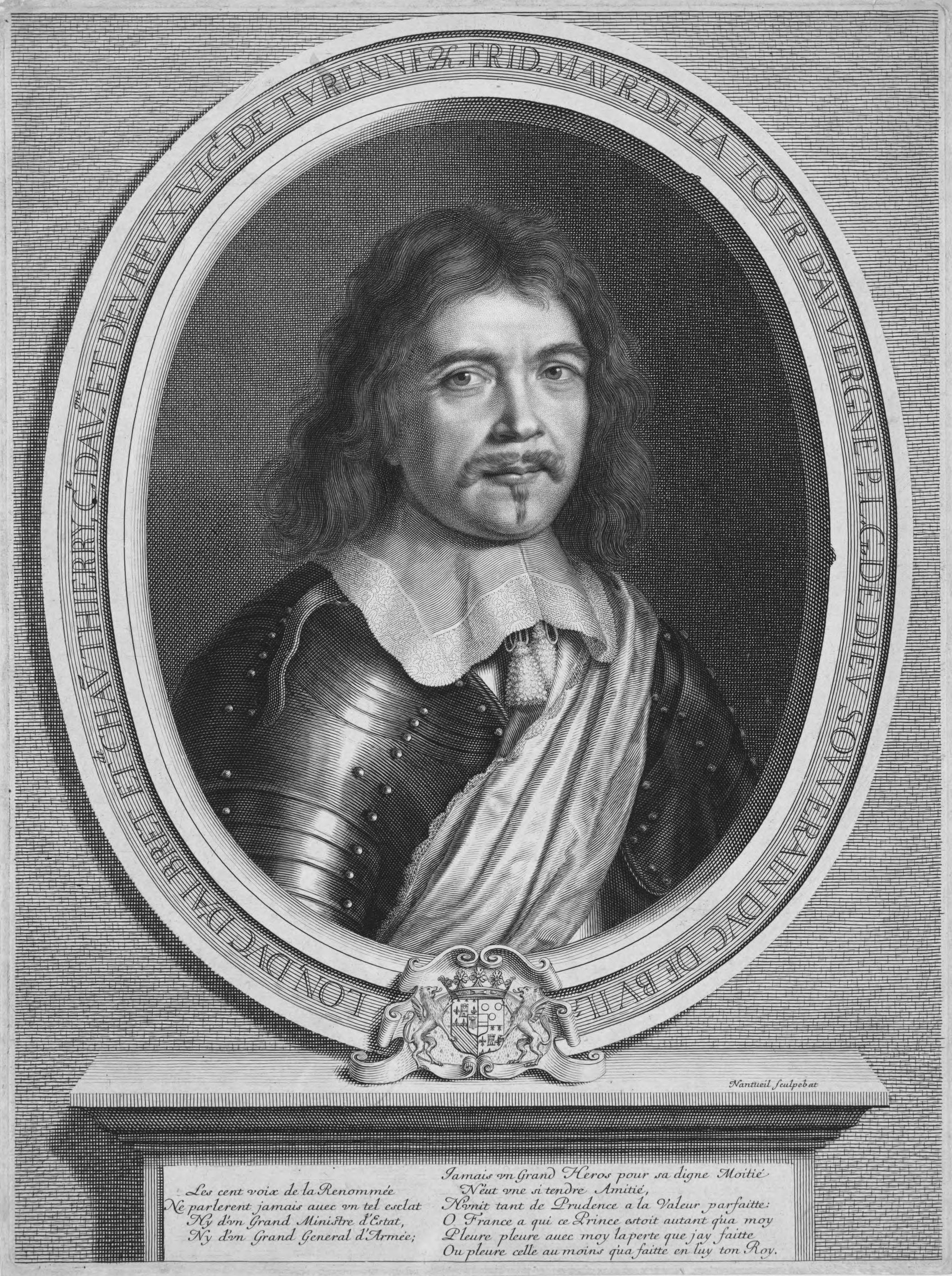
Frederico Maurício de La Tour de Auvérnia, o ultimo Príncipe de Sedan, 1623–42.

### Senhores de Sedan, 1424–1560
| De   | a    | Senhor de Sedan           | Outros títulos detidos                        |
| ---- | ---- | ------------------------- | --------------------------------------------- |
| 1424 | 1440 | Eberhard II de Mark       | Senhor de Arenberg                            |
| 1440 |      | João II de Mark           | Senhor de Arenberg                            |
|      | 1487 | Roberto I de Marck        | Castelão de Bulhão                            |
| 1487 | 1536 | Roberto II de la Marck    | Duque de Bulhão                               |
| 1536 | 1537 | Roberto III de Marck      | Duque de Bulhão                               |
| 1537 | 1556 | Robert IV de la Marck     | Duque de Bulhão, Conde de Braine & Maulevrier |
| 1556 | 1560 | Henrique Roberto de Marck | Duque de Bulhão                               |

### Príncipes de Sedan, 1560–1642
| De   | a    | Príncipe de Sedan                         | Outros títulos detidos |
| ---- | ---- | ----------------------------------------- | --- |
| 1560 | 1574 | Henrique Roberto de Mark                  | Duque de Bulhão |
| 1574 | 1588 | Guilherme Roberto de Mark                 | Duque de Bulhão, Marquês de Cotron                                                                                          |
| 1588 | 1591 | Carlota de Mark                           | Duquesa de Bulhão |
| 1591 | 1623 | Henrique de La Tour de Auvérnia           | Duque de Bulhão, Conde de Montfort, Conde de Nègrepelisse, Visconde de Turenne, Visconde de Castillon, Visconde de Lanquais |
| 1623 | 1642 | Frederico Maurício de La Tour de Auvérnia | Duque de Bulhão |

## Governadores após a integração na França
- 1642-1662 : Abraham de Fabert d'Esternay
- 1662-1692 : Georges de Guiscard, conde de la Bourlie
- 1692-1720 : Louis Guiscard, filho do precedente
- 1720-1725 : Jacques Eléonor Rouxel de Grancey
- 1725-1739 : François de Franquetot de Coigny
- 1739-1764 : François d'Harcourt, bisneto materno do marechal de Fabert
- 1764 : Jean Pierre d'Harcourt
- xxxx : Guy-André-Pierre de Montmorency-Laval

## Personalidades sepultadas na igreja protestante

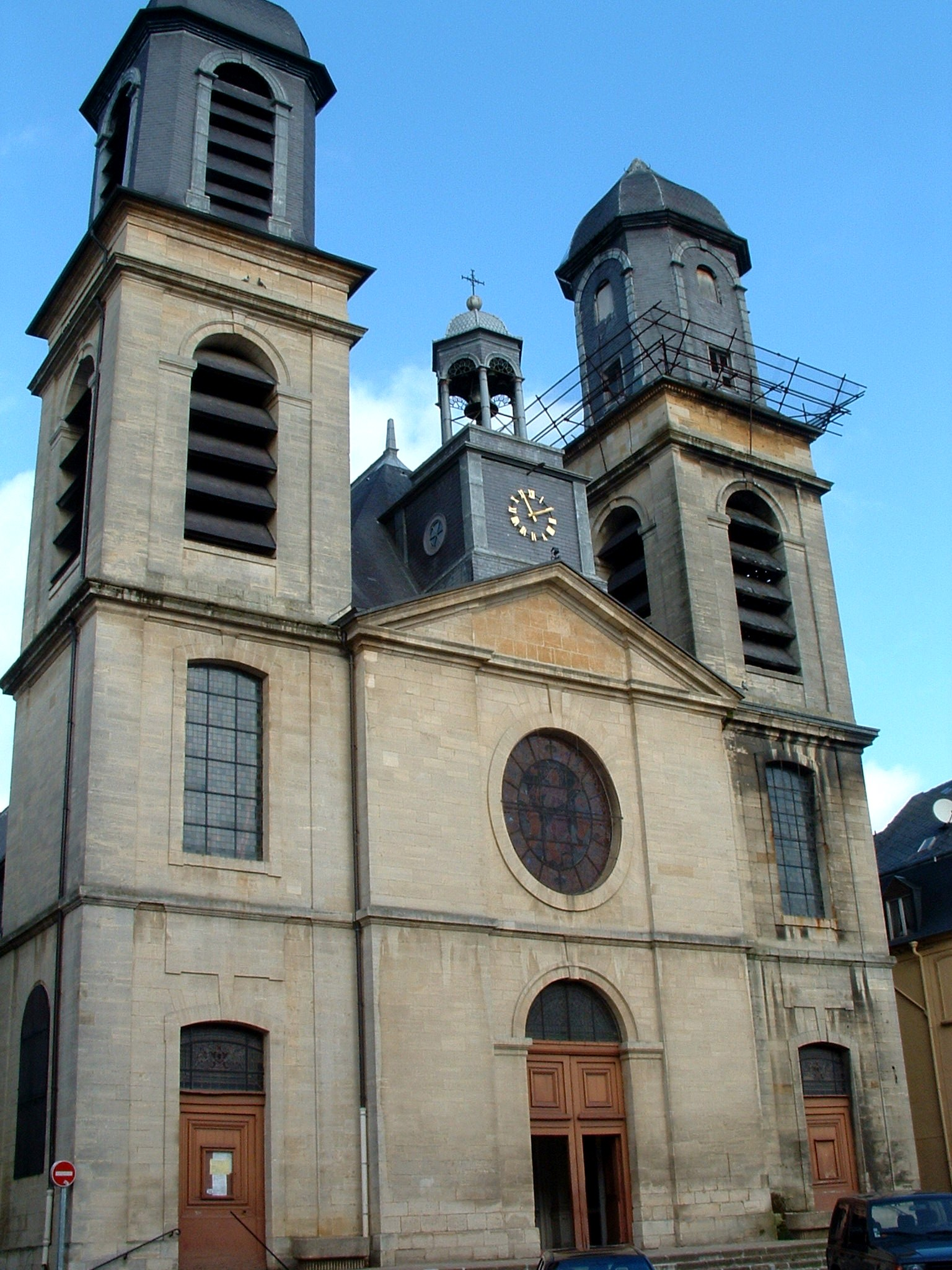
A igreja Protestante em Sedan, que mais tarde veio a ser Católica e re-dedicada a Carlos Borromeo.

Os príncipes protestantes de Sedan eram sepultados na igreja protestante em Sedan. Entre as individualidades ali sepultadas, incluiem-se:
- Henrique de La Tour de Auvérnia, Duque de Bulhão (1623)
- Luís Hanau (1627) filho da condessa Catarina Belgica de Nassau;
- Juliana Catarina de La Tour de Auvérnia (1637);
- Isabel de Nassau (1642);
- João Filipe Frederico do Palatinado (1650), filho de Frederico V, Eleitor Palatino
- Henrique de Roye de La Rochefoucauld (1656), vidama de Lauduno, filho de Juliana Catarina de La Tour de Auvérnia;
- Guy de Roye de La Rochefoucauld (1684), vidama de Lauduno, filho mais novo de Juliana Catarina de La Tour de Auvérnia.